# Program záchrany architektonického dědictví
Program záchrany architektonického dědictví (zkratka PZAD) je dotační titul Ministerstva kultury ČR, kterým je podporována obnova nejvýznamnějších architektonických památek v České republice. Program byl zřízen usnesením vlády ČR ze dne 22. února 1995 č. 110 k Programu záchrany architektonického dědictví.

## Finanční podpora obnovy architektonického dědictví
Podpora obnovy nemovitých kulturních památek zařazených do Programu je realizována formou finančních příspěvků poskytovaných jako nevratná dotace vlastníkovi architektonické památky. Příspěvky v Programu jsou poskytovány zejména na záchranu a zachování kulturních památek nebo těch jejích částí, které tvoří podstatu kulturní památky. Programem je podporována obnova kulturních památek tvořících nejcennější součást našeho architektonického dědictví: hrady, zámky, kláštery, tvrze, historické zahrady, kostely a podobně. Práce, na které je příspěvek poskytován musí být zaměřeny na záchranu kulturní památky nebo záchraně těch jejich částí, které tvoří podstatu kulturní památky. Podmínky upravuje pokyn MKČR k užití a alokaci prostředků Programu záchrany architektonického dědictví 

## Realizace programu
Příspěvek může být poskytnut pouze na obnovu památky zapsané v Ústředním seznamu kulturních památek ČR.  Příspěvek je poskytován vždy na kalendářní rok na přesně specifikovanou fázi obnovy památky (tzv. akci). Akce obnovy musí být realizovány podle projektové dokumentace nebo záměru restaurátora. Podmínkou poskytnutí příspěvku je žádost vlastníka zpracovaná s popisem podle projektové dokumentace a přesný položkový rozpočet. Žadatel musí prokázat, že je vlastníkem památky a že má vypořádány závazky vůči státu. Zařazení akce obnovy do Programu a její financování je podmíněno doporučením místně příslušného výkonného orgánu státní památkové péče kraje, pověřené obce a doporučení obecního úřadu, kde je památka situována. Vzhledem k omezeným prostředkům a záměru podpořit záchranu nejvýznamnějších architektonických památek se ustálila praxe opakovaného poskytnutí příspěvku vlastníkovi památky v několika po sobě následujících letech (za předpokladu úspěšného dokončení a vyúčtování akce v předchozím období).
Odborně se na realizaci a vyhodnocování programu podílí Národní památkový ústav v Praze. Jeho doporučujícího odborné stanovisko je podmínkou zařazení do Programu. Příspěvek je poskytován na základě rozhodnutí MK ČR. Příjemce příspěvku je povinen jeho využití vyúčtovat do 15. ledna následujícího roku. Národní památkový ústav vydává své stanovisko i k vyhodnocení akce zpracovanému příjemcem příspěvku. Příjemce je povinen zpracovat podrobnou fotodokumentaci stavu památky (části, která je předmětem akce obnovy) před zahájením akce a po jejím dokončení a další dokumentaci (projektovou dokumentaci, rozhodnutí stavebního řízení, restaurátorskou zprávu). Touto dokumentací se rozšiřuje a aktualizuje evidence památek zapsaných v Ústředním seznamu kulturních památek.

## Využití Programu
Příjemci finanční podpory jsou ve všech krajích a okresech ČR. Například v roce 2013 byla podpořena obnova architektonických památek ve finančním objemu 103 720 000 Kč. Podle krajů byla podpořena obnova finančním objemem (v Kč):
| kraj            | v Kč       |
| --------------- | ---------- |
| Jihočeský       | 9 180 000  |
| Jihomoravský    | 11 510 000 |
| Karlovarský     | 7 880 000  |
| Královéhradecký | 4 440 000  |
| Liberecký       | 2 320 000  |
| Moravskoslezský | 2 695 000  |
| Olomoucký       | 3 290 000  |
| Pardubický      | 7 480 000  |
| Plzeňský        | 12 950 000 |
| Praha           | 1 930 000  |
| Středočeský     | 21 870 000 |
| Ústecký         | 9 625 000  |
| Vysočina        | 6 660 000  |
| Zlínský         | 1 890 000  |

## Příjemci podpory
Příjemcem podpory z Programu záchrany architektonického dědictví jsou vlastníci památek, jejichž žádost o financování je do Programu zařazena bez ohledu na právní formu. Od roku 1995 jsou podpořeny akce obnovy památek, jejich vlastníkem je obec, Česká republika, církev, církevní řád, kraj, občanské sdružení, nadace, obecně prospěšná společnost, fyzická osoba, právnická osoba – podnikatel nebo státní instituce. Podle právní formy příjemce příspěvku byly v roce 2013 podpořeni vlastníci památek příspěvkem v celkové výši (v Kč):
- fyzické osoby – fyzická osoba 10 110 000
- obce – obec a PO (příspěvková organizace) zřizovaná obcí 22 480 000
- církve 58 375 000
- nestátní a neziskové organizace (občanské sdružení, nadace, o. p. s.) 5 240 000
- právnické osoby – podnikatelské subjekty 6 270 000
- stát a jeho organizace 460 000
- kraje 785 000

## Památky zařazené do Programu
Ministerstvo kultury podle zveřejněných zpráv o čerpání příspěvku proporcionálně podporuje obnovu a záchranu všech památek podle účelu a typy stavby.
Například v roce 2013 byly podpořeny akce památek zaměřené na obnovu:
- kostely 117
- kláštery 13
- hrady 16
- zámky 41
- tvrze a hospodářské dvory 5
- lidová architektura 2
- fara 2
- hřbitov
- jiné (radnice, sokolovny, divadla) 10

## Významné památky zařazené do programu

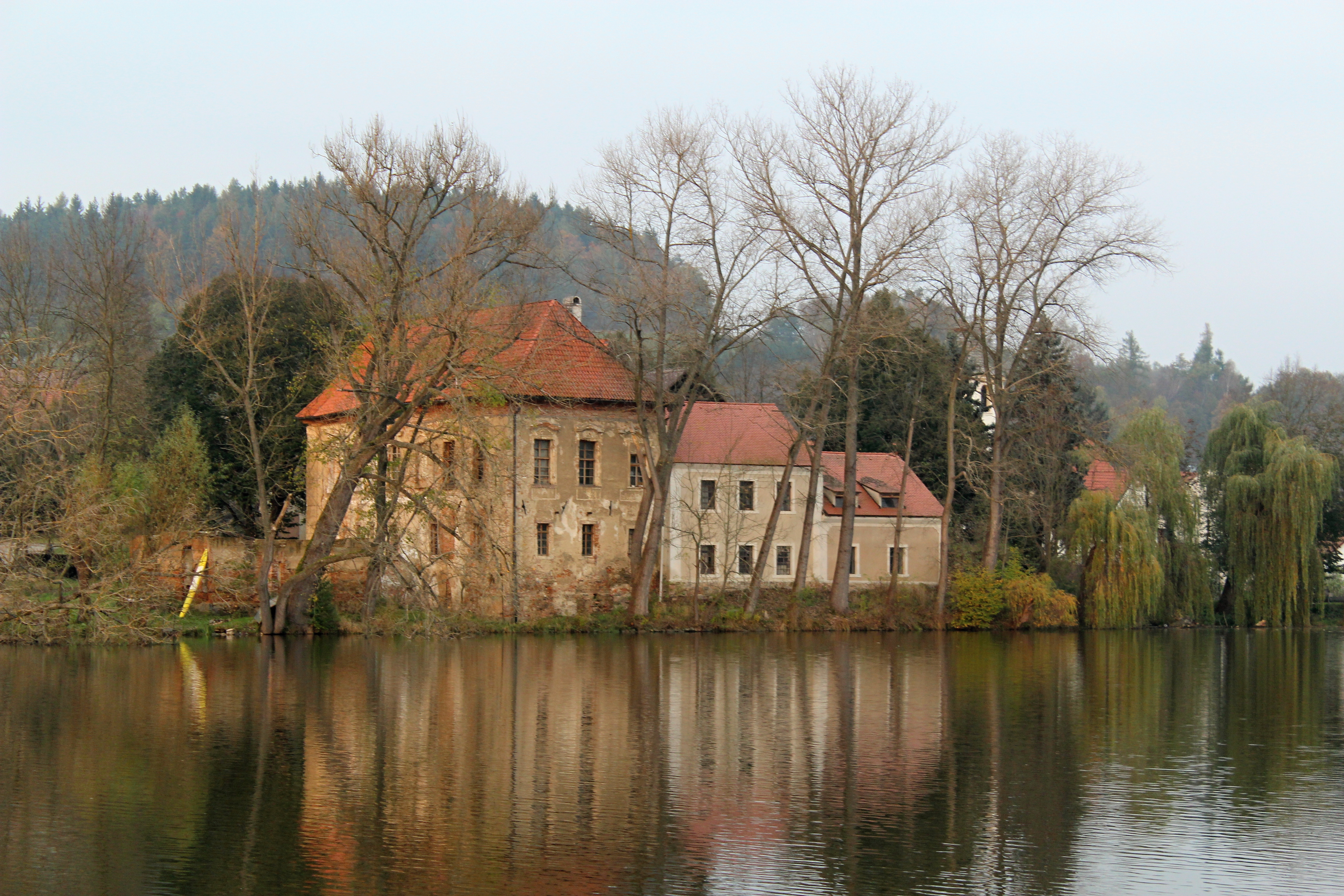
Vodní tvrz Popovice je do Programu zařazena dlouhodobě.

Do programu byly od počátku jeho realizace zařazeny významné památky ilustrující jeho význam.

### Kláštery
- Broumovský klášter
- Klášter Konojedy s kostelem Nanebevzetí Panny Marie

### Kostely
- Kostel svatého Jana Křtitele (Brenná)
- Kostel Narození Panny Marie (Klášter Hradiště nad Jizerou)
- Kostel Nanebevzetí Panny Marie (Kozlov)

### Domy
- Vila Vilemína, Lázně Kyselka